# Barletta Calcio Sport 1988-1989
Questa voce raccoglie le informazioni riguardanti il Barletta Calcio Sport nelle competizioni ufficiali della stagione 1988-1989.

## Stagione
Nella stagione 1988-1989 il Barletta Calcio Sport per la seconda volta affronta il campionato di Serie B e ottiene il record storico con il 12º posto a fine stagione. La stagione parte con Francesco Paolo Specchia sulla panchina fino al termine della prima fase della Coppa Italia, nel settimo girone, che promuove alla seconda fase il Napoli, il Bari e la Sambenedettese, il Barletta non vince nessuna partita, ottiene tre pareggi e due sconfitte. Per l'imminente inizio del campionato viene sostituito il tecnico con Gesualdo Albanese.
È un campionato giocato sul filo della regolarità quello disputato dal Barletta, con 16 punti raccolti nel girone d'andata e 19 nel ritorno, per un discreto dodicesimo posto finale. Due giocatori bresciani sono stati i migliori marcatori di stagione dei biancorossi, l'attaccante Francesco Vincenzi ed il fantasista Evaristo Beccalossi, non più di primo pelo ma ancora determinante, entrambi con 6 reti segnate in 26 partite giocate.

## Divise e sponsor

Una formazione barlettana della stagione, con indosso la prima divisa a strisce biancorosse.

Lo sponsor tecnico per la stagione 1988-1989 è ABM, mentre non vi è alcun sponsor ufficiale.

## Organigramma societario
Area direttiva
- Presidente: Franco Di Cosola
- Vice Presidente: Filippo Pistillo
- Amministratore Delegato: Stefano Di Cosola
- General Manager: Enzo Nucifora
- Direttore generale: Leonardo Generoso

Area organizzativa
- Segretario generale: Piero Doronzo
- Segretario: Nico Italia
- Addetto alla sede: Savino Napoletano

Area tecnica
- Direttore sportivo: Mario Iacobucci
- Allenatore: Francesco Paolo Specchia (fino al 9 settembre 1988), poi Gesualdo Albanese (dal 10 settembre 1988)

Area sanitaria
- Medico sociale: Vito Lattanzio
- Massaggiatore: Sebastiano Lavecchia

## Rosa
| N. |                   | Ruolo | Calciatore           |
| -- | ----------------- | ----- | -------------------- |
|    | Italia (bandiera) | P     | Carmine Amato        |
|    | Italia (bandiera) | P     | Luciano Barboni      |
|    | Italia (bandiera) | P     | Mariano Coccia       |
|    | Italia (bandiera) | P     | Vincenzo Marinacci   |
|    | Italia (bandiera) | D     | Giorgio Benini       |
|    | Italia (bandiera) | D     | Giuseppe Colombo     |
|    | Italia (bandiera) | D     | Gino Cossaro         |
|    | Italia (bandiera) | D     | Fabrizio Danieli     |
|    | Italia (bandiera) | D     | Giuseppe Di Sarno    |
|    | Italia (bandiera) | D     | Giuliano Giorgi      |
|    | Italia (bandiera) | D     | Sandro Griscioli     |
|    | Italia (bandiera) | D     | Giovanni Guerrini    |
|    | Italia (bandiera) | D     | Bruno Incarbona      |
|    | Italia (bandiera) | D     | Sergio Lancini       |
|    | Italia (bandiera) | D     | Paolo Lemma          |
|    | Italia (bandiera) | D     | Giorgio Magnocavallo |
|    | Italia (bandiera) | D     | Nicola Montenegro    |
|    | Italia (bandiera) | D     | Marco Saltarelli     |
|    | Italia (bandiera) | C     | Gianluca Andreoli    |
|    | Italia (bandiera) | C     | Evaristo Beccalossi  |

| N. |                   | Ruolo | Calciatore            |
| -- | ----------------- | ----- | --------------------- |
|    | Italia (bandiera) | C     | Paolo Borrelli        |
|    | Italia (bandiera) | C     | Giuseppe Maria Butti  |
|    | Italia (bandiera) | C     | Giuseppe Ferazzoli    |
|    | Italia (bandiera) | C     | Fabrizio Fioretti     |
|    | Italia (bandiera) | C     | Roberto Fogli         |
|    | Italia (bandiera) | C     | Giuseppe Giusto       |
|    | Italia (bandiera) | C     | Alessandro Marcellino |
|    | Italia (bandiera) | C     | Andrea Mazzaferro     |
|    | Italia (bandiera) | C     | Mauro Nardini         |
|    | Italia (bandiera) | C     | Danilo Pileggi        |
|    | Italia (bandiera) | C     | Alessandro Romei      |
|    | Italia (bandiera) | C     | Michele Scaringella   |
|    | Italia (bandiera) | C     | Donato Terrevoli      |
|    | Italia (bandiera) | C     | Aurelio Zamparutti    |
|    | Italia (bandiera) | A     | Enio Bonaldi          |
|    | Italia (bandiera) | A     | Eupremio Carruezzo    |
|    | Italia (bandiera) | A     | Ezio Panero           |
|    | Italia (bandiera) | A     | Riccardo Petrucci     |
|    | Italia (bandiera) | A     | Giovanni Soncin       |
|    | Italia (bandiera) | A     | Francesco Vincenzi    |

## Risultati

### Serie B

#### Girone di andata
| Arbitro: | Acri (Novi Ligure) |

|                         |           |                               |
| Borrelli 14’ Soncin 83’ | Marcatori | 23’ (rig.) Cinello 86’ Gualco |

| Arbitro: | Felicani (Bologna) |

|            |           |  |
| Minoia 31’ | Marcatori |  |

| Arbitro: | Calabretta (Catanzaro) |

|                                             |           |            |
| Marcellino 10’, 48’ Vincenzi 51’ Giusto 90’ | Marcatori | 70’ Ermini |

| Arbitro: | Boemo (Cervignano del Friuli) |

|                    |           |              |
| Casiraghi 48’, 80’ | Marcatori | 86’ Vincenzi |

| Cosenza 9 ottobre 1988, ore 15:00 CET 5ª giornata | Cosenza           | 0 – 0 referto | Barletta | Stadio San Vito (11.000 spett.)\| Arbitro: \| Cafaro (Grosseto) \| |
| Arbitro:                                          | Cafaro (Grosseto) |               |          |                                                                    |

| Arbitro: | Satariano (Palermo) |

|              |           |             |
| Fioretti 53’ | Marcatori | 45’ Onorato |

| Arbitro: | Sanguineti (Chiavari) |

|                                           |           |               |
| De Vitis 2’ (rig.) Zannoni 5’ Minaudo 30’ | Marcatori | 8’ Beccalossi |

| Arbitro: | Pucci (Firenze) |

|             |           |              |
| Nardini 66’ | Marcatori | 39’ M. Rossi |

| Arbitro: | Amendolia (Messina) |

|                            |           |  |
| Bergossi 35’ Maiellaro 55’ | Marcatori |  |

| Arbitro: | Trentalange (Torino) |

|                                         |           |           |
| Nardini 18’ Vincenzi 37’ Mazzaferro 74’ | Marcatori | 23’ Iorio |

| Licata 20 novembre 1988, ore 14:30 CET 11ª giornata | Licata         | 0 – 0 referto | Barletta | Stadio Dino Liotta (3.000 spett.)\| Arbitro: \| Piana (Modena) \| |
| Arbitro:                                            | Piana (Modena) |               |          |                                                                   |

| Arbitro: | Boggi (Salerno) |

|                     |           |                              |
| Beccalossi 58’, 62’ | Marcatori | 70’ S. Schillaci 79’ Petitti |

| Catanzaro 4 dicembre 1988, ore 14:30 CET 13ª giornata | Catanzaro           | 0 – 0 referto | Barletta | Stadio Comunale\| Arbitro: \| Ceccarini (Livorno) \| |
| Arbitro:                                              | Ceccarini (Livorno) |               |          |                                                      |

| Arbitro: | Bailo (Novi Ligure) |

|            |           |            |
| Benini 11’ | Marcatori | 34’ Ciocci |

| Arbitro: | Piana (Modena) |

|                     |           |                |
| Soda 21’ Baiano 47’ | Marcatori | 50’ Beccalossi |

| Arbitro: | Calabretta (Catanzaro) |

|  |           |                                |
|  | Marcatori | 7’ Di Carlo 61’ Osio 86’ Verga |

| Arbitro: | Boemo (Cervignano del Friuli) |

|            |           |  |
| Soncin 36’ | Marcatori |  |

| Avellino 15 gennaio 1989, ore 14:30 CET 18ª giornata | Avellino        | 0 – 0 referto | Barletta | Stadio Partenio\| Arbitro: \| Pucci (Firenze) \| |
| Arbitro:                                             | Pucci (Firenze) |               |          |                                                  |

| Arbitro: | Sguizzato (Verona) |

|                        |           |                                |
| Fioretti 5’ Panero 75’ | Marcatori | 20’ (aut.) Nardini 31’ Ruotolo |

#### Girone di ritorno
| Arbitro: | Bruni (Arezzo) |

|                     |           |  |
| Gualco 46’ Bivi 77’ | Marcatori |  |

| Arbitro: | Stafoggia (Pesaro) |

|                                       |           |                  |
| Beccalossi 5’ Soncin 36’ Vincenzi 86’ | Marcatori | 56’ (rig.) Lerda |

| Arbitro: | Monni (Sassari) |

|                        |           |  |
| Ermini 37’ (rig.), 71’ | Marcatori |  |

| Arbitro: | Piana (Modena) |

|                |           |  |
| Beccalossi 30’ | Marcatori |  |

| Arbitro: | Boemo (Cervignano del Friuli) |

|                          |           |  |
| Panero 52’ Ferazzoli 68’ | Marcatori |  |

| Arbitro: | Frattin (Castelfranco Veneto) |

|                                     |           |            |
| Attrice 68’ Onorato 84’ Orlando 87’ | Marcatori | 40’ Soncin |

| Barletta 19 marzo 1989, ore 15:00 CET 26ª giornata | Barletta            | 0 – 0 referto | Udinese | Stadio Comunale (7.000 spett.)\| Arbitro: \| Ceccarini (Livorno) \| |
| Arbitro:                                           | Ceccarini (Livorno) |               |         |                                                                     |

| Arbitro: | Stafoggia (Pesaro) |

|                                   |           |                    |
| M. Rossi 16’ Turchetta 33’ (rig.) | Marcatori | 57’, 75’ Carruezzo |

| Barletta 2 aprile 1989, ore 15:30 CEST 28ª giornata | Barletta         | 0 – 0 referto | Bari | Stadio Comunale (12.000 spett.)\| Arbitro: \| Cornieti (Forlì) \| |
| Arbitro:                                            | Cornieti (Forlì) |               |      |                                                                   |

| Arbitro: | Sguizzato (Verona) |

|                   |           |            |
| Soncin 60’ (aut.) | Marcatori | 78’ Panero |

| Barletta 16 aprile 1989, ore 15:30 CEST 30ª giornata | Barletta        | 0 – 0 referto | Licata | Stadio Comunale (6.000 spett.)\| Arbitro: \| Guidi (Bologna) \| |
| Arbitro:                                             | Guidi (Bologna) |               |        |                                                                 |

| Arbitro: | Bruni (Arezzo) |

|                                          |           |              |
| S. Schillaci 32’, 88’, 90’ Pierleoni 64’ | Marcatori | 69’ Fioretti |

| Arbitro: | Stafoggia (Pesaro) |

|                                                    |           |               |
| Guerrini 24’ Panero 44’ Fioretti 47’ Ferazzoli 85’ | Marcatori | 81’ Sacchetti |

| Arbitro: | Pucci (Firenze) |

|               |           |                                                      |
| Fermanelli 5’ | Marcatori | 43’ Soncin 53’ (rig.) Vincenzi 73’ Panero 88’ Giusto |

| Barletta 21 maggio 1989, ore 16:00 CEST 34ª giornata | Barletta            | 0 – 0 referto | Empoli | Stadio Comunale (7.000 spett.)\| Arbitro: \| F. Baldas (Trieste) \| |
| Arbitro:                                             | F. Baldas (Trieste) |               |        |                                                                     |

| Parma 28 maggio 1989, ore 16:00 CEST 35ª giornata | Parma              | 0 – 0 referto | Barletta | Stadio Ennio Tardini (3.800 spett.)\| Arbitro: \| Stafoggia (Pesaro) \| |
| Arbitro:                                          | Stafoggia (Pesaro) |               |          |                                                                         |

| Ancona 4 giugno 1989, ore 16:30 CEST 36ª giornata | Ancona              | 0 – 0 referto | Barletta | Stadio Dorico (5.000 spett.)\| Arbitro: \| Bailo (Novi Ligure) \| |
| Arbitro:                                          | Bailo (Novi Ligure) |               |          |                                                                   |

| Arbitro: | Piana (Modena) |

|                     |           |               |
| Vincenzi 14’ (rig.) | Marcatori | 3’ A. Bertoni |

| Arbitro: | Monni (Sassari) |

|            |           |  |
| Eranio 74’ | Marcatori |  |

### Coppa Italia

#### Primo turno
| Arbitro: | Amendolia (Messina) |

|                   |           |             |
| Giusto 75’ (rig.) | Marcatori | 16’ Monelli |

| Arbitro: | Piana (Modena) |

|                |           |            |
| Marcellino 59’ | Marcatori | 44’ Valoti |

| Arbitro: | Sguizzato (Verona) |

|                                              |           |                |
| Rubio 2’, 68’ Poli 56’ Demol 64’ Lorenzo 73’ | Marcatori | 24’ Mazzaferro |

| Arbitro: | Frigerio (Milano) |

|                                    |           |  |
| Renica 37’ Alemão 45’ Maradona 73’ | Marcatori |  |

| Barletta 3 settembre 1988, ore 20:30 CEST 5ª giornata | Barletta           | 0 – 0 | Spezia | Stadio Comunale\| Arbitro: \| Stafoggia (Pesaro) \| |
| Arbitro:                                              | Stafoggia (Pesaro) |       |        |                                                     |

## Statistiche

### Statistiche di squadra
| Competizione | Punti | In casa | In casa | In casa | In casa | In casa | In casa | In trasferta | In trasferta | In trasferta | In trasferta | In trasferta | In trasferta | Totale | Totale | Totale | Totale | Totale | Totale | DR  |
| Competizione | Punti | G       | V       | N       | P       | Gf      | Gs      | G            | V            | N            | P            | Gf           | Gs           | G      | V      | N      | P      | Gf     | Gs     | DR  |
| ------------ | ----- | ------- | ------- | ------- | ------- | ------- | ------- | ------------ | ------------ | ------------ | ------------ | ------------ | ------------ | ------ | ------ | ------ | ------ | ------ | ------ | --- |
| Serie B      | 35    | 19      | 7       | 11      | 1       | 28      | 17      | 19           | 1            | 8            | 10           | 12           | 26           | 38     | 8      | 19     | 11     | 40     | 43     | -3  |
| Coppa Italia | 3     | 3       | 0       | 3       | 0       | 2       | 2       | 2            | 0            | 0            | 2            | 1            | 8            | 5      | 0      | 3      | 2      | 3      | 10     | -7  |
| Totale       | 38    | 22      | 7       | 14      | 1       | 30      | 19      | 21           | 1            | 8            | 12           | 13           | 34           | 43     | 8      | 22     | 13     | 43     | 53     | -10 |

### Statistiche dei giocatori
| Giocatore       | Serie B  | Serie B | Serie B     | Serie B    | Coppa Italia | Coppa Italia | Coppa Italia | Coppa Italia | Totale   | Totale | Totale      | Totale     |
| Giocatore       | Presenze | Reti    | Ammonizioni | Espulsioni | Presenze     | Reti         | Ammonizioni  | Espulsioni   | Presenze | Reti   | Ammonizioni | Espulsioni |
| --------------- | -------- | ------- | ----------- | ---------- | ------------ | ------------ | ------------ | ------------ | -------- | ------ | ----------- | ---------- |
| C. Amato        | 0        | 0       | 0           | 0          | 3            | - 9          | ?            | ?            | 3        | 0      | 0+          | 0+         |
| G. Andreoli     | 0        | 0       | 0           | 0          | 4            | 0            | ?            | ?            | 4        | 0      | 0+          | 0+         |
| L. Barboni      | 9        | - 14    | ?           | 0          | 2            | - 1          | ?            | ?            | 11       | 0      | ?           | 0+         |
| E. Beccalossi   | 26       | 6       | ?           | 4          | 0            | 0            | 0            | 0            | 26       | 6      | 0+          | 4          |
| G. Benini       | 24       | 1       | ?           | 1          | 0            | 0            | 0            | 0            | 24       | 1      | 0+          | 1          |
| E. Bonaldi      | 0        | 0       | 0           | 0          | 5            | 0            | ?            | ?            | 5        | 0      | 0+          | 0+         |
| P. Borrelli     | 1        | 1       | ?           | 0          | 2            | 0            | ?            | ?            | 3        | 1      | ?           | 0+         |
| G.M. Butti      | 0        | 0       | 0           | 0          | 0            | 0            | 0            | 0            | 0        | 0      | 0           | 0          |
| E. Carruezzo    | 17       | 2       | ?           | 0          | 5            | 0            | ?            | ?            | 22       | 2      | ?           | 0+         |
| M. Coccia       | 29       | - 29    | ?           | 0          | 0            | 0            | 0            | 0            | 29       | 0      | 0+          | 0          |
| G. Colombo      | 0        | 0       | 0           | 0          | 0            | 0            | 0            | 0            | 0        | 0      | 0           | 0          |
| G. Cossaro      | 30       | 0       | ?           | 1          | 5            | 0            | ?            | ?            | 35       | 0      | ?           | 1+         |
| F. Danieli      | 0        | 0       | 0           | 0          | 0            | 0            | 0            | 0            | 0        | 0      | 0           | 0          |
| G. Di Sarno     | 0        | 0       | 0           | 0          | 4            | 0            | ?            | ?            | 4        | 0      | 0+          | 0+         |
| G. Ferazzoli    | 36       | 2       | ?           | 0          | 0            | 0            | 0            | 0            | 36       | 2      | 0+          | 0          |
| F. Fioretti     | 35       | 4       | ?           | 0          | 3            | 0            | ?            | ?            | 38       | 4      | ?           | 0+         |
| R. Fogli        | 8        | 0       | ?           | 1          | 1            | 0            | ?            | ?            | 9        | 0      | ?           | 1+         |
| G. Giorgi       | 0        | 0       | 0           | 0          | 0            | 0            | 0            | 0            | 0        | 0      | 0           | 0          |
| G. Giusto       | 17       | 2       | ?           | 0          | 5            | 1            | ?            | ?            | 22       | 3      | ?           | 0+         |
| S. Griscioli    | 0        | 0       | 0           | 0          | 0            | 0            | 0            | 0            | 0        | 0      | 0           | 0          |
| G. Guerrini     | 32       | 1       | ?           | 0          | 0            | 0            | 0            | 0            | 32       | 1      | 0+          | 0          |
| B. Incarbona    | 0        | 0       | 0           | 0          | 5            | 0            | ?            | ?            | 5        | 0      | 0+          | 0+         |
| S. Lancini      | 5        | 0       | ?           | 0          | 2            | 0            | 0            | 0            | 7        | 0      | 0+          | 0          |
| P. Lemma        | 0        | 0       | 0           | 0          | 0            | 0            | 0            | 0            | 0        | 0      | 0           | 0          |
| G. Magnocavallo | 31       | 0       | ?           | 1          | 4            | 0            | ?            | ?            | 35       | 0      | ?           | 1+         |
| A. Marcellino   | 8        | 2       | ?           | 0          | 4            | 1            | ?            | ?            | 12       | 3      | ?           | 0+         |
| V. Marinacci    | 0        | 0       | 0           | 0          | 0            | 0            | 0            | 0            | 0        | 0      | 0           | 0          |
| A. Mazzaferro   | 35       | 1       | ?           | 0          | 4            | 1            | ?            | ?            | 39       | 2      | ?           | 0+         |
| N. Montenegro   | 0        | 0       | 0           | 0          | 0            | 0            | 0            | 0            | 0        | 0      | 0           | 0          |
| M. Nardini      | 35       | 2       | ?           | 0          | 0            | 0            | 0            | 0            | 35       | 2      | 0+          | 0          |
| E. Panero       | 26       | 5       | ?           | 0          | 0            | 0            | 0            | 0            | 26       | 5      | 0+          | 0          |
| R. Petrucci     | 2        | 0       | ?           | 0          | 0            | 0            | 0            | 0            | 2        | 0      | 0+          | 0          |
| D. Pileggi      | 0        | 0       | 0           | 0          | 3            | 0            | ?            | ?            | 3        | 0      | 0+          | 0+         |
| A. Romei        | 0        | 0       | 0           | 0          | 0            | 0            | 0            | 0            | 0        | 0      | 0           | 0          |
| M. Saltarelli   | 20       | 0       | ?           | 0          | 0            | 0            | 0            | 0            | 20       | 0      | 0+          | 0          |
| M. Scaringella  | 4        | 0       | ?           | 0          | 0            | 0            | 0            | 0            | 4        | 0      | 0+          | 0          |
| G. Soncin       | 27       | 5       | ?           | 0          | 3            | 0            | ?            | ?            | 30       | 5      | ?           | 0+         |
| D. Terrevoli    | 1        | 0       | ?           | 0          | 0            | 0            | 0            | 0            | 1        | 0      | 0+          | 0          |
| F. Vincenzi     | 26       | 6       | ?           | 1          | 0            | 0            | 0            | 0            | 26       | 6      | 0+          | 1          |
| A. Zamparutti   | 1        | 0       | ?           | 0          | 5            | 0            | ?            | ?            | 6        | 0      | ?           | 0+         |